# Баум, Вики
Вики Баум (швед. Hedwig «Vicki» Baum, 24 января 1888 — 29 августа 1960) — австрийская писательница и журналистка, арфистка, сценарист. Наиболее известна повестью Menschen im Hotel («Гранд-отель», 1929), получившей международное признание.

## Биография
Вики Баум родилась в Вене в 1888 г. в еврейской семье. Её отец работал банковским служащим. Когда Вики была ещё ребёнком, её мать, страдавшая психическим заболеванием, умерла от рака груди.
Вики училась музыке в Венской консерватории (ныне — Венский университет музыки и исполнительского искусства). Она играла на арфе в Венском концертном сообществе, затем в 1916—1923 гг. выступала в различных городах Германии — в Киле, Ганновере, Мангейме. Впоследствии Вики работала журналисткой в еженедельной немецкой газете Berliner Illustrirte Zeitung, выпускаемой в Берлине.
В конце 1920-х гг. Вики увлеклась боксом. Её тренировал в Берлине турецкий боксёр и призёр Сабри Махир. Он тренировал и мужчин, и даже немногочисленных женщин, для которых установил ограничения: без спаррингов, без подбитых глаз, без разбитых носов. Тем самым Вики бросила вызов мужчинам в том виде спорта, где они традиционно доминировали. Она также освоила разработанную Сабри Махиром программу подготовки боксёров-тяжеловесов и впоследствии утверждала, что её хваткость в работе — следствие тяжёлых тренировок у Махира.
С подросткового возраста Вики пыталась писать, но всерьёз занялась писательской деятельностью только после рождения первого сына. Первую свою книгу Frühe Schatten: Die Geschichte einer Kindheit («Ранние тени: история детства») она опубликовала в 1919 г. под псевдонимом Вики Баум. Затем она почти каждый год писала по книге, всего опубликовав 50 романов, из них десять были экранизированы в Голливуде. Но только девятая книга, Stud. chem. Helene Willfüer, выпущенная в 1928 г. тиражом в 100 тыс. экземпляров, имела коммерческий успех. Вики считается одним из первых авторов бестселлеров эпохи «Новой вещественности» в Германии 1920-х гг. Наиболее известная её книга — это Menschen im Hotel, написанная в жанре гостиничного романа. Книга была экранизирована («Гранд-отель»), фильм получил Премию «Оскар» за лучший фильм. Героини книг Вики Баум - сильные, независимые женщины, оказавшиеся в непростой жизненной ситуации. Она также писала статьи для разных газет и журналов, которые были опубликованы в виде сборника в 2018 г.
В 1932 г. Вики Баум со своей семьёй эмигрировала в США, поселилась близ Лос-Анджелеса и работала сценаристом. В 1935 г. её книги в нацистской Германии были сочтены аморальными и запрещены.
В 1938 г. Вики получила американское гражданство, а после Второй мировой войны писала не на немецком, а на английском языке. Но её творчество уже не пользовалось прежним успехом. В 1960 г. Вики Баум умерла от лейкемии. Её мемуары Es war alles ganz anders («Всё было совсем по-другому») были опубликованы после её смерти в 1964 г.

## Личная жизнь
Вики была замужем дважды: в 1914 г. вышла замуж за австрийского журналиста Макса Прелса, но они вскоре развелись. В 1916 г. её мужем и лучшим другом стал американский дирижёр австрийского происхождения Рихард Лерт. У них родились двое детей — Вольфганг (1917 г.) и Петер (1921 г.). Её отец был убит в 1942 г. в Сербии венгерским солдатом.